# Stanislovas Narutavičius
Stanislovas Narutavičius  pronunciació (?·pàg.), en polonès Stanisław Narutowicz (nascut el 2 de setembre de 1862, a Brėvikiai, Telšiai, Lituània - traspassat el 31 de desembre de 1932, a Kaunas, Lituània) fou un advocat i polític lituà, un dels vint signataris de la Declaració d'Independència de Lituània i germà del primer President de Polònia Gabriel Narutowicz. Fou també l'únic membre lituano-polonès del Consell de Lituània, del Parlament lituà provisional format a les darreries de la Primera Guerra Mundial. Es va suïcidar disparant-se un tret d'arma de foc.